# Copa Colsanitas 2018
Copa Colsanitas 2018, oficiálním názvem Claro Open Colsanitas 2018, byl tenisový turnaj pořádaný jako součást ženského okruhu WTA Tour, který se odehrával v Clubu Los Lagartos na otevřených antukových dvorcích. Probíhal mezi 9. až 15. dubnem 2018 v kolumbijském hlavním městě Bogota jako dvacátý první ročník turnaje.
Turnaj s rozpočtem 250 000 dolarů patřil do kategorie WTA International Tournaments. Nejvýše nasazenou hráčkou ve dvouhře se stala šedesátá první hráčka žebříčku Tatjana Mariová z Německa. Jako poslední přímá účastnice do dvouhry nastoupila opět  slovinská 169. hráčka žebříčku Dalila Jakupovićová, kterou v úvodním kole vyřadila Alison Riskeová.
Třetí singlový titul na okruhu WTA Tour získala 23letá Slovenka Anna Karolína Schmiedlová, když na túře prolomila sérii 16 porážek v řadě během nichž nevyhrála zápas jeden a půl roku. Deblovou trofej si odvezla slovinsko-ruská dvojice Dalila Jakupovićová a Irina Chromačovová, jejíž členky  vyhrály premiérovou společnou trofej.

## Distribuce bodů a finančních odměn

### Distribuce bodů
| Soutěž  | vítězky | finalistky | semifinalistky | čtvrtfinalistky | 16 v kole | 32 v kole | Q  | Q2 | Q1 |
| ------- | ------- | ---------- | -------------- | --------------- | --------- | --------- | -- | -- | -- |
| dvouhra | 280     | 180        | 110            | 60              | 30        | 1         | 18 | 12 | 1  |
| čtyřhra | 280     | 180        | 110            | 60              | 1         | —         | —  | —  | —  |

### Finanční odměny
| Soutěž                                | vítězky | finalistky | semifinalistky | čtvrtfinalistky | 16 v kole | 32 v kole | Q2     | Q1   |
| ------------------------------------- | ------- | ---------- | -------------- | --------------- | --------- | --------- | ------ | ---- |
| dvouhra                               | $43 000 | $21 400    | $11 500        | $6 175          | $3 400    | $2 100    | $1 020 | $600 |
| čtyřhra                               | $12 300 | $6 400     | $3 435         | $1 820          | $960      | —         | —      | —    |
| částky ve čtyřhře jsou uváděny na pár |         |            |                |                 |           |           |        |      |

## Ženská dvouhra

### Nasazení
| Stát                         | Hráčka                     | WTA | Nasazení |
| ---------------------------- | -------------------------- | --- | -------- |
| Německo                      | Tatjana Mariová            | 61. | 1.       |
| Polsko                       | Magda Linetteová           | 69. | 2.       |
| Švédsko                      | Johanna Larssonová         | 73. | 3.       |
| Paraguay                     | Verónica Cepedeová Roygová | 81. | 4.       |
| Španělsko                    | Lara Arruabarrenová        | 84. | 5.       |
| USA                          | Alison Riskeová            | 89. | 6.       |
| Rumunsko                     | Ana Bogdanová              | 90. | 7.       |
| Austrálie                    | Ajla Tomljanovićová        | 96. | 8.       |
| Žebříček WTA k 2. dubnu 2018 |                            |     |          |

### Jiné formy účasti
Následující hráčky obdržely divokou kartu do hlavní soutěže:
- Emiliana Arangová
- María Herazová Gonzálezová
- Camila Osoriová

Následující hráčky postoupily z kvalifikace:
- Lizette Cabrerová
- Valentini Grammatikopoulou
- Elica Kostovová
- Victoria Rodríguezová
- Daniela Seguelová
- Renata Zarazúová

### Odhlášení
před zahájením turnaje
- Eugenie Bouchardová → nahradila ji  Georgina Garcíaová Pérezová
- Sara Erraniová → nahradila ji  Carol Zhaová
- Beatriz Haddad Maiová → nahradila ji  Anna Blinkovová
- Darja Kasatkinová → nahradila ji  Tereza Martincová
- Francesca Schiavoneová → nahradila ji  Ysaline Bonaventureová
- Sachia Vickeryová → nahradila ji  Irina Falconiová

### Skrečování
- Emiliana Arangová (poranění levé kyčle)[1]

## Ženská čtyřhra

### Nasazení
| Stát                                                                     | Hráčka               | Stát     | Hráčka               | WTA  | Nasazení |
| ------------------------------------------------------------------------ | -------------------- | -------- | -------------------- | ---- | -------- |
| Japonsko                                                                 | Nao Hibinová         | Japonsko | Miju Katová          | 100. | 1.       |
| Slovinsko                                                                | Dalila Jakupovićová  | Rusko    | Irina Chromačovová   | 129. | 2.       |
| Španělsko                                                                | Lara Arruabarrenová  | USA      | Alison Riskeová      | 175. | 3.       |
| USA                                                                      | Kaitlyn Christianová | USA      | Sabrina Santamariová | 176. | 4.       |
| Žebříček WTA k 2. dubnu 2018; číslo je součtem umístění obou členek páru |                      |          |                      |      |          |

### Jiné formy účasti
Následující páry obdržely divokou kartu do hlavní soutěže:
- María Herazová Gonzálezová /  Yuliana Lizarazová
- Camila Osoriová /  Jessica Plazasová

## Přehled finále

### Ženská dvouhra
- Anna Karolína Schmiedlová vs.  Lara Arruabarrenová, 6–2, 6–4

### Ženská čtyřhra
- Dalila Jakupovićová /  Irina Chromačovová vs.  Mariana Duqueová Mariñová /  Nadia Podoroská, 6–3, 6–4